# Stari starši
Stari starši so družinski člani, in sicer oče ali mati lastnega očeta ali matere dane osebe. Imenujemo jih tudi stari oče oz. dedek in stara mama oz. babica. Stari starši so pomemben del razširjene družine.